# Frans Hals Museum
Il Frans Hals Museum (in italiano talvolta citato come Museo Frans Hals) è un museo situato ad Haarlem, nei Paesi Bassi fondato nel 1862.
Nel 1950, trasferita la collezione di arte moderna al Museum De Hallen (denominato Hal nel 2018), fu diviso in due sedi. La collezione principale, compresi i dipinti del pittore olandese Frans Hals, per i quali il museo prende il nome, si trova nell'ex Oude Mannenhuis sulla Groot Heiligland.
Alla sua fondazione, il museo si trovava all'interno degli ex chiostri della chiesa domenicana situati nella parte posteriore del municipio di Haarlem, noto come Prinsenhof, ma nel 1913, quando ebbe bisogno di più spazio, si trasferì nella sede abbandonata dell'orfanotrofio della città. La collezione si basa principalmente sul gran numero di dipinti di proprietà della città di Haarlem, che comprende oltre 100 opere d'arte sequestrate alle chiese cattoliche nel 1580 dopo la Riforma protestante.
Il 29 marzo 2018 il museo è stato riunificato con il Museum De Hallen andando così a formare una singolo complesso museale chiamato Frans Hals Museum avente due sedi: L'Hof (situato a Groot Heiligland) e l'Hal (situato a Grote Markt).

## Artisti
Tra il 1605 e il 1635 furono prodotti oltre 100.000 dipinti ad Haarlem. Non tutti sono arrivati ai giorni nostri, ma questo può dirci comunque molto riguardo al clima artistico che si respirava in città a quei tempi; è difatti sopravvissuta più arte in quel periodo ad Haarlem che in qualsiasi altra città olandese e questo grazie soprattutto al Libro della Pittura (Schilder-Boeck) pubblicato da Karel van Mander nel 1604.
Quello che segue è un elenco di alcuni dei pittori di spicco le cui opere sono ospitate all'interno del museo.
- Jan van Scorel, (1495-1562)
- Maarten van Heemskerck, (1498-1574)
- Karel van Mander, (1548–1606)
- Hendrick Goltzius, (1558–1617)
- Cornelis Cornelisz van Haarlem, (1562–1638)
- Frans Hals, (1582–1666)
- Dirck Hals, (1591–1656)
- Willem Claeszoon Heda, (1594–1680)
- Pieter Claesz, (1597-1660)
- Salomon de Bray, (1597–1664)
- Pieter Saenredam, (1597–1665)
- Salomon van Ruysdael, (1600–1670)
- Adriaen Brouwer, (1605–1638)
- Judith Leyster, (1609-1660)
- Jan Miense Molenaer, (1610–1668)
- Bartholomeus van der Helst, (1613-1670)
- Jan Steen, (1625–1679)
- Jan de Bray, (1627–1697)
- Jacob van Ruisdael, (1628–1682)
- Gerrit Adriaenszoon Berckheyde (1638–1698)